# Saharasteinschmätzer
Der Saharasteinschmätzer (Oenanthe leucopyga)  ist ein 17 Zentimeter großer Vertreter aus der Familie der Fliegenschnäpper. Andere Namen für diese Art sind Rennschmätzer und Weißbürzel-Steinschmätzer.

## Aussehen
Diese Vögel haben ein größtenteils schwarzes Gefieder. Nur der obere Teil des Kopfes, die beiden Seiten, die Unterseite des langen Schwanzes und der hintere Teil des Bauchs sind weiß. Die Beine und der spitze Schnabel sind grau.

## Verbreitung und Lebensraum

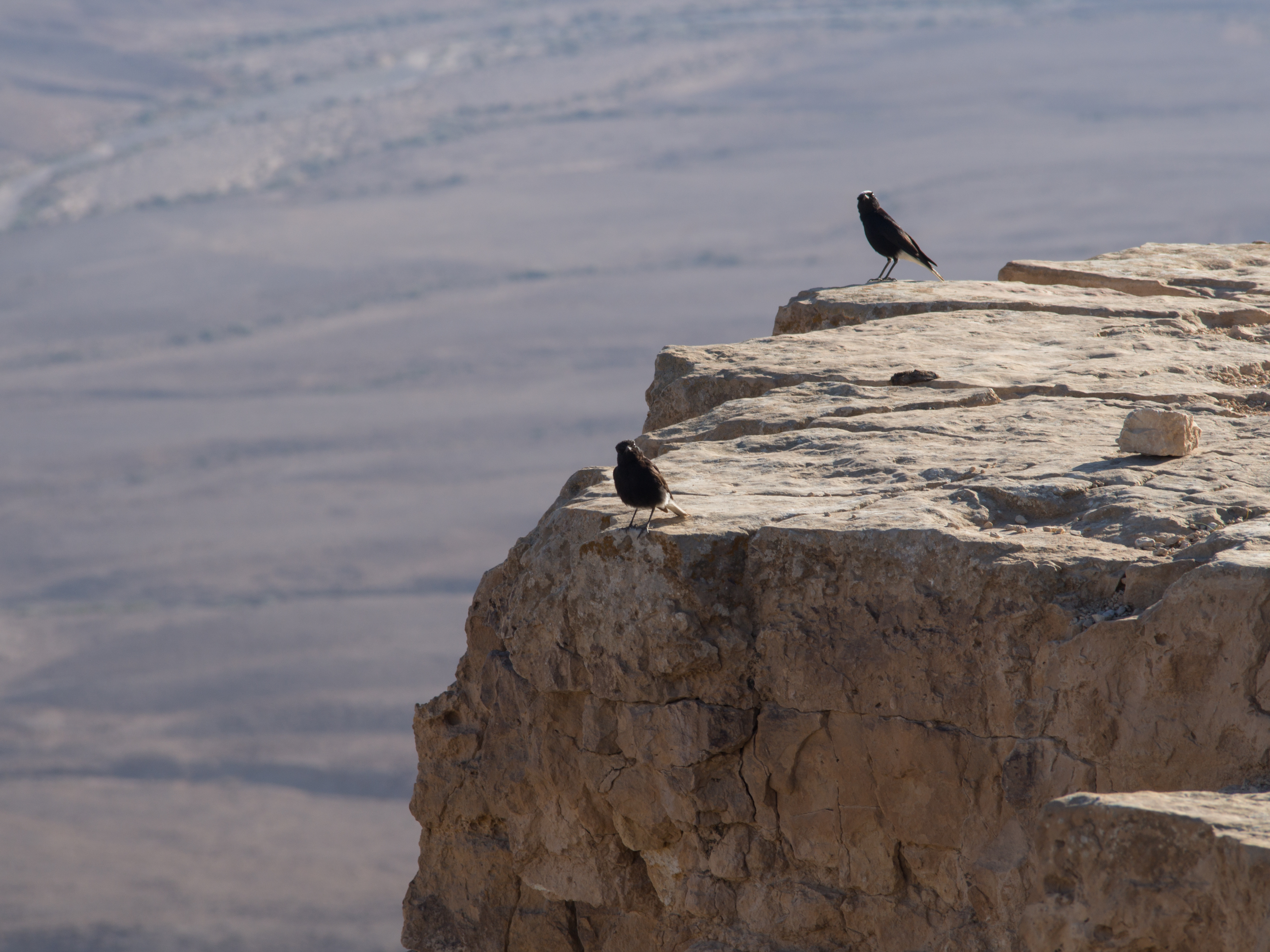
Zwei Saharasteinschmätzer in Israel

Diese Art kommt im vor allem im Nordwesten des afrikanischen Kontinents und auf der Arabischen Halbinsel vor. Nur verstreut ist der Saharasteinschmätzer in der östlichen Sahara anzutreffen. Er bewohnt die felsigen und mäßig bewachsenen Areale der Wüste. Auch in Steinwänden von Viehställen menschlicher Siedlungen ist er vertreten.

## Lebensweise
Der tagaktive Saharasteinschmätzer sucht seine Nahrung, Insekten und deren Larven, am Boden. Er läuft sehr flink auf der Suche nach Nahrung durch die Landschaft. Das Höchstalter der Vögel beträgt 4 Jahre.

## Fortpflanzung

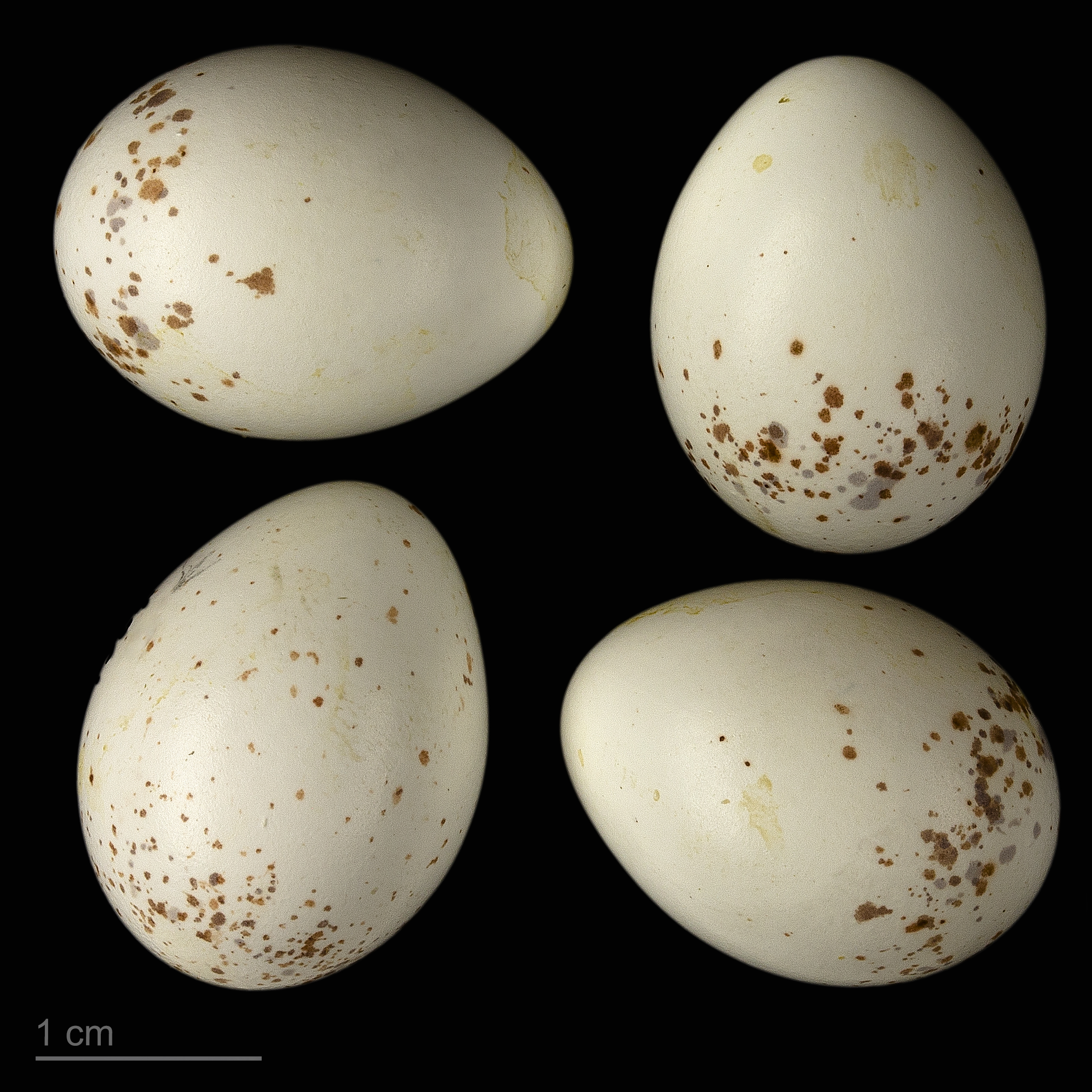
Oenanthe leucopyga aegra, Sammlung Museum von Toulouse

Das Weibchen baut sein Nest meist in Felsenhöhlen oder Wandlöchern, selten am Boden zwischen Steinen. Das Nest wird aus Gräsern und kleineren Zweigen gebaut. Das Weibchen polstert dieses mit Gras oder Wolle von Haustieren aus. Das Gelege umfasst 3–4 blaugrüne, schwach rostbraun gefleckte Eier. Die Brutzeit beträgt 13–14 Tage. Das Brutgeschäft übernimmt das Weibchen meist allein, nur selten wird es vom Männchen dabei abgelöst. Die Jungen werden von beiden Elternteilen mit Insekten, deren Larven und anderen Wirbellosen versorgt. Nach 2 Wochen verlassen die Jungen das Nest. Danach werden sie von den beiden Altvögeln noch 10 weitere Tage lang mit Futter versorgt, bevor sie sich von den Eltern trennen und selbständig werden. Im Sudan nistet der Saharasteinschmätzer im April, in nördlichen Gebieten meist im Mai.

## Gefährdung
Aufgrund ihrer weiten Verbreitung und weil für diese Art keine Gefährdungen bekannt sind, stuft die IUCN diese Art als ungefährdet (Least Concern) ein.